# Figueira (kommun)
Figueira är en kommun i Brasilien.   Den ligger i delstaten Paraná, i den södra delen av landet, 900 km söder om huvudstaden Brasília. Antalet invånare är 8 293.
Omgivningarna runt Figueira är huvudsakligen savann. Runt Figueira är det ganska glesbefolkat, med 25 invånare per kvadratkilometer.